# 朱帥鋅
慶王朱帥鋅（？—？），明朝第九代慶王，憲王朱伸域的嫡第二子。他在萬曆二十三年（1595年）襲封慶王。朱帥鋅去世時間不詳，據明朝檔案《皇帝爲戒勉榮王等王事敕諭》，他至少在崇禎十二年（1639年）後才去世。其後兒子朱倬㴶嗣位。